# La Rosaleda de Bages
La Rosaleda de Bages és una urbanització que pertany al municipi de Sant Fruitós de Bages. Està situada al sud-oest del terme municipal de Sant Fruitós de Bages, i a 2 km aproximadament de Manresa.
La Rosaleda està creixent en habitants a causa de les tantes cases que s'hi estan construint. Hi ha un local social, adaptat per realitzar-hi activitats diverses, una benzinera, que a més a més conté un petit supermercat, un restaurant, situat al costat de la benzinera i anomenat igual que la urbanització, un càmping, situat més enllà dels camps que rodegen la Rosaleda i una Associació de Veïns.
Actualment s'està construint, just al costat, l'ampliació del polígon del Grau.

## Associació de Veïns La Rosaleda
L'Associació de Veïns La Rosaleda és una associació molt activa que realitza diverses activitats pels veïns i contribueix a gestionar la urbanització per tal que aquesta tingui tots els recursos per ser una urbanització de qualitat. Publica mensualment el "Butlletí Informatiu AAVV La Rosaleda".
Entre les activitats que organitza aquesta associació destaquen la Festa Major de La Rosaleda, que inclou Sant Joan, la Festa de Nadal, en què s'organitza un concurs de decoració de cases i el Pare Nadal reparteix regals als nens i la Castanyada/Halloween, a finals d'octubre.